# Ellen Smets
Ellen Magda Smets (Hasselt, 25 september 1976) is een Belgische golfprofessional.

## Levensloop
Ellen Smets slaat in 1994 haar eerste golfbal tijdens een familie-uitje op Golfforum in Lummen. Onder begeleiding van Joop Renders en Maria Weemaes haalt ze een paar maanden later haar GVB op Limburg Golf & Country Club in Houthalen. Vier jaar later heeft zij een single handicap en wordt ze lid in Houthalen.
In 2000 wordt Ellen Smets professional. Zodra ze haar diploma teachingpro heeft, probeert ze op de Ladies European Tour (LET) te komen. 

In 2002 verbetert zij het baanrecord op Limburg Golf & Country Club met een ronde van 68. Ook doet ze mee aan de  prékwalificatiewedstrijd voor de toenmalige Evian Tour, eindigt als 14de en krijgt een kaart voor de LET van 2003. Ze eindigt dat jaar op de 99ste plaats, en in die tijd gingen de top-100 door naar het volgende seizoen.
Eind 2005 staat ze 92ste op de Order of Merit, waardoor ze in 2006 80% van de wedstrijden zal kunnen spelen. Ze besluit naar de Tourschool te gaan om te proberen daar bij de top-30 te komen, waardoor ze alles zou kunnen spelen. Ze wint de Tourschool.
In 2006 wordt ze tweede in Noorwegen achter Laura Davies, en verdient daarmee ruim €20.000, haar grootste cheque tot heden. Verder vallen de resultaten in 2006 en 2007 tegen. Ze gaat weer naar de Tourschool en eindigt op de 53ste plaats.
In 2008 speelt ze 21 toernooien, en haalt acht cuts. Op Losone wordt ze 9de bij het Zwitsers Open. Ze eindigt het seizoen op de 84ste plaats, hetgeen betekent dat ze in 2009 bijna alle toernooien kan spelen.